# Conseguela
Conseguela é uma cidade e comuna rural da circunscrição de Cutiala, na região de Sicasso ao sul do Mali. Segundo censo de 1998, havia 20 919 residentes, enquanto segundo o de 2009, havia 31 007. A comuna inclui 1 cidade e 15 vilas.